# Goodall Building
El Goodall Building es un edificio comercial histórico en Cincinnati, Ohio (Estados Unidos). Ubicado en Ninth Street en la parte noroeste del centro de la ciudad, fue diseñado por George W. Rapp y erigido en 1893. Los muros del edificio están construidos principalmente de ladrillo y piedra arenisca, aunque en el exterior también se manifiestan elementos de hierro y de otras clases de piedra.
El primer propietario del edificio, William Goodall, era comerciante de objetos de piedra y vendía bloques de granito y mármol para diversos fines. Tanto antes como después de organizar la construcción de la estructura actual con Rapp, un destacado arquitecto de la ciudad, ocupó un local cercano. En lugar de usar su nueva estructura para su propio negocio, la alquiló a otros; entre sus inquilinos había bancos y varias oficinas corporativas.
El edificio Goodall se distingue de las estructuras circundantes por sus muchos elementos arquitectónicos del Segundo Renacimiento . Detalles de piedra como columnas y pilastras prominentes, una cornisa con muchas articulaciones y grandes bloques de piedra arenisca, combinados con las ventanas mirador del edificio, han llevado a los historiadores de la arquitectura a verlo como uno de los mejores ejemplos de arquitectura comercial del Renacimiento del Segundo Renacimiento de Cincinnati. En reconocimiento a su arquitectura histórica bien conservada, el edificio Goodall se incluyó en el Registro Nacional de Lugares Históricos a principios de 1984. 